# Miermaigne
Miermaigne település Franciaországban, Eure-et-Loir megyében. Lakosainak száma 171 fő (2022. január 1.). Miermaigne Luigny községgel határos.

## Népesség
A település népességének változása:
| Lakosok száma | 224  | 175  | 199  | 220  | 225  | 212  | 195  | 189  | 186  | 171  |
|               | 1968 | 1982 | 1990 | 2006 | 2013 | 2015 | 2017 | 2019 | 2020 | 2022 |